# Petrinjci
Petrinjci är en ort i Kroatien.   Den ligger i länet Moslavina, i den östra delen av landet, 60 km sydost om huvudstaden Zagreb. Petrinjci ligger 111 meter över havet och antalet invånare är 175.
Terrängen runt Petrinjci är platt. Runt Petrinjci är det mycket glesbefolkat, med 7 invånare per kvadratkilometer. Närmaste större samhälle är Sisak, 14,9 km nordväst om Petrinjci. I omgivningarna runt Petrinjci växer i huvudsak lövfällande lövskog.